# Pavetta
Genre
Classification phylogénétique
Pavetta est un genre de plantes à fleurs de la famille des Rubiaceae. Il regroupe de nombreuses espèces de buissons vivaces, originaires des régions tropicales d'Afrique et d'Asie.

## Liste d'espèces
Selon World Checklist of Selected Plant Families (WCSP) (21 janv. 2011)
- Pavetta abyssinica Fresen. (1837)
- Pavetta acutifolia Reinw. ex Korth. (1851)
- Pavetta aethiopica Bremek. (1956)
- Pavetta agrostiphylla Bremek. (1934)
- Pavetta akeassii J.B.Hall (1980)
- Pavetta amaniensis Bremek. (1939)
- Pavetta amplexicaulis Pers. (1805)
- Pavetta andongensis Hiern (1898)
- Pavetta angolensis Hiern (1898)
- Pavetta angustifolia (Lam.) Roem. & Schult. (1818)
- Pavetta ankolensis Bridson (1978)
- Pavetta annobonensis Bremek. (1939)
- Pavetta antennifera Wernham (1919)
- Pavetta arabica Bremek. (1934)
- Pavetta arenicola K.Schum. (1903)
- Pavetta arenosa Lour. (1790)
- Pavetta aspera Craib (1932)
- Pavetta atra Merr. (1929)
- Pavetta australiensis Bremek. (1934)
- Pavetta axillaris Bremek. (1934)
- Pavetta axillipara Bremek. (1956)
- Pavetta backeri Bremek. (1934)
- Pavetta baconiella Bremek. (1934)
- Pavetta bagshawei S.Moore, J. Linn. Soc. (1905)
- Pavetta balinensis Bremek. (1939)
- Pavetta bangweensis Bremek. (1934)
- Pavetta barbata Sm. (1813)
- Pavetta barbertonensis Bremek. (1929)
- Pavetta barnesii Elmer ex Merr. (1906)
- Pavetta basilanensis Bremek. (1934)
- Pavetta batanensis Bremek. (1939)
- Pavetta batesiana Bremek. (1934)
- Pavetta bauchei Bremek. (1934)
- Pavetta bequaertii De Wild. (1923)
- Pavetta bidentata Hiern (1877)
- Pavetta bidgoodiae Bridson (2001)
- Pavetta bilineata Bremek. (1934)
- Pavetta birmahica Bremek. (1934)
- Pavetta blanda Bremek. (1934)
- Pavetta bowkeri Harv. (1863)
- Pavetta brachyantha Merr., Philipp. J. Sci. (1913)
- Pavetta brachycalyx Hiern (1877)
- Pavetta brachysiphon Bremek. (1934)
- Pavetta breviflora DC. (1830)
- Pavetta brevituba Craib (1932)
- Pavetta brownii Bremek. (1934)
- Pavetta bruceana Bremek. (1936)
- Pavetta bruneelii De Wild., Ann. Mus. Congo Belge, Bot., V  (1910)
- Pavetta brunonis Wall. ex G.Don (1834)
- Pavetta buchneri K.Schum. (1899)
- Pavetta burttii Bremek. (1934)
- Pavetta buruensis Bremek. (1934)
- Pavetta calothyrsa Bremek. (1934)
- Pavetta cambodiensis Bremek. (1934)
- Pavetta camerounensis S.D.Manning (1996)
- Pavetta candelabra Bremek. (1934)
- Pavetta canescens DC. (1830)
- Pavetta capensis (Houtt.) Bremek. (1934)
- Pavetta cataractarum S.Moore (1919)
- Pavetta catophylla K.Schum. (1899)
- Pavetta caudata Bremek. (1934)
- Pavetta celebica Bremek. (1934)
- Pavetta cellulosa Bremek. (1934)
- Pavetta chapmanii Bridson (2001)
- Pavetta chevalieri Bremek. (1934)
- Pavetta cinerascens (A.Rich.) Chiov. (1911)
- Pavetta cinereifolia Berhaut (1954)
- Pavetta claessensii De Wild. (1915)
- Pavetta coelophlebia Bremek. (1956)
- Pavetta comostyla S.Moore, J. Linn. Soc. (1911)
- Pavetta compactiflora Hook.f. (1880)
- Pavetta condorensis Bremek. (1934)
- Pavetta conferta S.T.Reynolds (1993)
- Pavetta constipulata Bremek. (1936)
- Pavetta cooperi Harv. & Sond. (1865)
- Pavetta coronifera Bremek. (1934)
- Pavetta corymbosa (DC.) F.N.Williams (1907)
- Pavetta crassicaulis Bremek. (1934)
- Pavetta crassipes K.Schum. (1895)
- Pavetta crebrifolia Hiern (1877)
- Pavetta crystalensis S.E.Dawson (2008 publ. 2009)
- Pavetta cumingii Bremek. (1934)
- Pavetta decumbens K.Schum. & K.Krause (1907)
- Pavetta deflersii Bremek. (1934)
- Pavetta delicatifolia Bridson (2001)
- Pavetta dermatophylla Mildbr. (1937)
- Pavetta diversicalyx Bridson (1987)
- Pavetta diversipunctata Bridson (2001)
- Pavetta dolichantha Bremek. (1934)
- Pavetta dolichosepala Hiern (1877)
- Pavetta dolichostyla Merr. (1906)
- Pavetta dubia Endl. (1836)
- Pavetta edentula Sond. (1865)
- Pavetta elliottii K.Schum. & K.Krause (1907)
- Pavetta elmeri Merr. (1920 publ. 1921)
- Pavetta eritreensis Bremek. (1934)
- Pavetta erlangeri Bremek. (1934)
- Pavetta eylesii S.Moore (1905)
- Pavetta fascifolia Bremek. (1934)
- Pavetta filistipulata Bremek. (1936)
- Pavetta finlaysoniana Wall. ex Bremek. (1934)
- Pavetta formosa Bremek. (1934)
- Pavetta fruticosa Craib (1932)
- Pavetta gabonica Bremek. (1934)
- Pavetta galpinii Bremek. (1929)
- Pavetta gardeniifolia Hochst. ex A.Rich. (1848)
- Pavetta gardneri Bremek. (1934)
- Pavetta genipifolia Schumach. (1827)
- Pavetta geoffrayi Bremek. (1934)
- Pavetta gerstneri Bremek. (1954)
- Pavetta gleniei Thwaites ex Hook.f. (1880)
- Pavetta globularis Bremek. (1934)
- Pavetta glomerata Bremek. (1934)
- Pavetta gorontalensis Bremek. (1934)
- Pavetta gossweileri Bremek. (1934)
- Pavetta graciliflora Wall. ex Ridl. (1923)
- Pavetta gracilifolia Bremek. (1929)
- Pavetta gracilipes Hiern (1877)
- Pavetta gracillima S.Moore, J. Linn. Soc. (1911)
- Pavetta granitica F.Muell. ex Bremek. (1934)
- Pavetta greenwayi Bremek. (1948 publ. 1949)
- Pavetta grossissima S.D.Manning (1996)
- Pavetta grumosa S.Moore, J. Linn. Soc. (1905)
- Pavetta gurueensis Bridson (2001)
- Pavetta haareri Bremek. (1934)
- Pavetta harborii S.Moore (1919)
- Pavetta herbacea Bremek. (1934)
- Pavetta hierniana Bremek. (1934)
- Pavetta hispida Hiern (1877)
- Pavetta hispidula Wight & Arn. (1834)
- Pavetta hohenackeri Bremek. (1934)
- Pavetta holstii K.Schum. ex Engl. (1894)
- Pavetta hongkongensis Bremek. (1934)
- Pavetta hookeriana Hiern (1877)
- Pavetta humilis Hook.f. (1880)
- Pavetta hygrophytica Bremek. (1934)
- Pavetta hymenophylla Bremek. (1934)
- Pavetta inandensis Bremek. (1929)
- Pavetta incana Klotzsch (1861)
- Pavetta indica L. (1753)
- Pavetta indigotica Bridson (2001)
- Pavetta intermedia Bremek. (1934)
- Pavetta involucrata Thwaites (1859)
- Pavetta ixorifolia Bremek. (1934)
- Pavetta jambosifolia Teijsm. & Binn. (1866)
- Pavetta johnstonii Bremek. (1934)
- Pavetta kasaica Bremek. (1934)
- Pavetta kedahica Bremek. (1934)
- Pavetta kimberleyana S.T.Reynolds (1993)
- Pavetta klotzschiana K.Schum. (1895)
- Pavetta kotzei Bremek. (1929)
- Pavetta kribiensis S.D.Manning (1996)
- Pavetta kupensis S.D.Manning (1996)
- Pavetta kyimbilensis Bremek. (1934)
- Pavetta laevifolia Valeton (1910)
- Pavetta lampongensis Bremek. (1934)
- Pavetta lanceolata Eckl. (1830)
- Pavetta laoticensis Bremek. (1934)
- Pavetta lasiobractea K.Schum. (1901)
- Pavetta lasiocalyx Bremek. (1934)
- Pavetta lasioclada (K.Krause) Mildbr. ex Bremek. (1934)
- Pavetta lasiopeplus K.Schum. (1903)
- Pavetta laurentii De Wild., Ann. Mus. Congo Belge (1907)
- Pavetta laxa S.D.Manning (1996)
- Pavetta leonensis Keay (1957)
- Pavetta lescrauwaetii De Wild., Ann. Mus. Congo Belge (1907)
- Pavetta leytensis Bremek. (1939)
- Pavetta lindina Bremek. (1953 publ. 1954)
- Pavetta linearifolia Bremek. (1934)
- Pavetta loandensis (S.Moore) Bremek. (1934)
- Pavetta lomamiensis Bremek. (1952)
- Pavetta longibrachiata Bremek. (1934)
- Pavetta longiflora Vahl (1794)
- Pavetta longistyla S.D.Manning (1996)
- Pavetta lulandoensis Bridson (2001)
- Pavetta lutambensis Mildbr. ex Bremek. (1939)
- Pavetta luzonica Bremek. (1934)
- Pavetta lynesii Bridson (1987)
- Pavetta macraei Bremek. (1934)
- Pavetta macropoda Bremek. (1939)
- Pavetta macrosepala Hiern (1877)
- Pavetta macrostemon K.Schum. (1899)
- Pavetta madrassica Bremek. (1934)
- Pavetta makassarica Bremek. (1934)
- Pavetta malchairii De Wild. (1915)
- Pavetta manyanguensis Bridson (1978)
- Pavetta matumbiensis Bridson (2001)
- Pavetta mayumbensis R.D.Good (1926 publ. 1929)
- Pavetta mazumbaiensis Bridson (1978)
- Pavetta melanochroa Bremek. (1934)
- Pavetta membranacea Blanco (1837)
- Pavetta membranifolia K.Krause (1917)
- Pavetta micheliana J.-G.Adam, Bull. Inst. Fondam. Afrique Noire, Sér. A (1973)
- Pavetta micrantha Bremek. (1934)
- Pavetta microphylla Chiov. (1929)
- Pavetta micropunctata Bridson (2001)
- Pavetta microthamnus K.Schum. (1899)
- Pavetta mildbraedii K.Krause (1909)
- Pavetta mindanaensis Bremek. (1934)
- Pavetta minor (Hook.f.) Deb & Rout (1992 publ. 1993)
- Pavetta mirabilis Bremek. (1934)
- Pavetta mocambicensis Bremek. (1934)
- Pavetta mollis Afzel. ex Hiern (1877)
- Pavetta mollissima Hutch. & Dalziel (1931)
- Pavetta moluccana Bremek. (1934)
- Pavetta molundensis K.Krause (1920)
- Pavetta montana Reinw. ex Blume (1826)
- Pavetta monticola Hiern (1877)
- Pavetta mpomii S.D.Manning (1996)
- Pavetta mshigeniana Bridson (1981)
- Pavetta muelleri Bremek. (1934)
- Pavetta mufindiensis Bridson (1978)
- Pavetta muiriana S.D.Manning (1996)
- Pavetta multiflora (Koord. & Valeton) Bremek. (1934)
- Pavetta murleensis Cufod., Nuovo Giorn. Bot. Ital., n.s. (1948)
- Pavetta mzeleziensis Bridson (1981)
- Pavetta namatae S.D.Manning (1996)
- Pavetta nana K.Schum. (1902)
- Pavetta napieri (Ridl.) Bremek. (1934)
- Pavetta natalensis Sond. (1865)
- Pavetta naucleiflora R.Br. ex G.Don (1834)
- Pavetta nbumbulensis Bremek. (1929)
- Pavetta nemoralis Bremek. (1934)
- Pavetta nervosa Craib (1932)
- Pavetta neurocarpa Benth. (1849)
- Pavetta nigricans Miq. (1857)
- Pavetta nitidissima Bridson (1987)
- Pavetta nitidula Welw. ex Hiern (1898)
- Pavetta novoguineensis Bremek. (1934)
- Pavetta obanica Bremek. (1934)
- Pavetta oblanceolata Bremek. (1934)
- Pavetta oblongifolia (Hiern) Bremek. (1934)
- Pavetta obovalis Bremek. (1934)
- Pavetta oligantha Valeton (1910)
- Pavetta olivaceonigra K.Schum. (1894)
- Pavetta oliveriana Hiern (1877)
- Pavetta ombrophila Bremek. (1934)
- Pavetta opulina (G.Forst.) DC. (1830)
- Pavetta oresitropha Bremek. (1934)
- Pavetta orthanthera Bremek., Bull. Jard. Bot. État 14: 307, errata 424 (1937)
- Pavetta owariensis P.Beauv. (1806)
- Pavetta palembangensis Bremek. (1934)
- Pavetta pammalaka Bremek. (1948 publ. 1949)
- Pavetta parasitica Lour. (1790)
- Pavetta parvifolia Vidal (1885)
- Pavetta pauciflora Blume ex DC. (1830)
- Pavetta paupercula K.Schum. (1903)
- Pavetta peninsularis Bremek. (1934)
- Pavetta petiolaris Wall. ex Craib (1932)
- Pavetta phanerophlebia Merr. (1920 publ. 1921)
- Pavetta pierlotii Bridson (1980)
- Pavetta pierrei Bremek. (1934)
- Pavetta pitardii Bremek. (1934)
- Pavetta platycalyx Bremek. (1934)
- Pavetta platyclada K.Schum. & Lauterb. (1900)
- Pavetta pleiantha Bremek. (1948 publ. 1949)
- Pavetta plumosa Hutch. & Dalziel (1931)
- Pavetta pocsii Bridson (2001)
- Pavetta praeterita Bremek. (1934)
- Pavetta pseudoalbicaulis Bridson (1978)
- Pavetta puberula Hiern (1877)
- Pavetta pumila N.E.Br. (1906)
- Pavetta pusilliflora Bremek. (1934)
- Pavetta pygmaea Bremek. (1939)
- Pavetta radicans Hiern (1898)
- Pavetta redheadii Bremek. (1939)
- Pavetta refractifolia K.Schum. (1895)
- Pavetta reinwardtii Bremek. (1934)
- Pavetta renidens (K.Krause) Bremek., Repert. Spec. Nov. Regni Veg. 37: 25, 132 (1934)
- Pavetta revoluta Hochst. (1842)
- Pavetta richardsiae Bridson (1978)
- Pavetta rigida Hiern (1877)
- Pavetta robusta Bremek. (1939)
- Pavetta roseostellata Bridson (2001)
- Pavetta ruahaensis Bridson (1978)
- Pavetta rubentifolia S.D.Manning (1996)
- Pavetta rupicola S.T.Reynolds (1993)
- Pavetta ruttenii Bremek. (1934)
- Pavetta ruwenzoriensis S.Moore, J. Linn. Soc. (1908)
- Pavetta rwandensis Bridson (1978)
- Pavetta salicina (Ridl.) Bremek. (1934)
- Pavetta sansibarica K.Schum. (1899)
- Pavetta sarasinorum Bremek. (1934)
- Pavetta scabrifolia Bremek. (1934)
- Pavetta schliebenii Mildbr. ex Bremek. (1939)
- Pavetta schumanniana F.Hoffm. ex K.Schum. (1895)
- Pavetta schweinfurthii Bremek. (1934)
- Pavetta sennii Chiov. (1932)
- Pavetta sepium K.Schum. (1895)
- Pavetta seretii De Wild., Ann. Mus. Congo Belge (1910)
- Pavetta siamica Bremek. (1934)
- Pavetta siphonantha Dalzell (1850)
- Pavetta sparsipila Bremek. (1936)
- Pavetta spathulata Bremek. (1939)
- Pavetta speciosa S.T.Reynolds (1993)
- Pavetta sphaerobotrys K.Schum. (1900)
- Pavetta staudtii Hutch. & Dalziel (1931)
- Pavetta stemonogyne Mildbr. ex Bremek. (1934)
- Pavetta stenosepala K.Schum. (1894)
- Pavetta stipulopallium K.Schum. (1903)
- Pavetta subcana Hiern (1877)
- Pavetta subcapitata Hook.f. (1880)
- Pavetta subferruginea Merr. (1920 publ. 1921)
- Pavetta subglabra Schumach. (1827)
- Pavetta subulata Teijsm. & Binn. (1855)
- Pavetta subumbellata Bremek. (1934)
- Pavetta subvelutina Miq. (1857)
- Pavetta sumbawensis Bremek. (1934)
- Pavetta swatowica Bremek. (1934)
- Pavetta sylvatica Blume (1826)
- Pavetta talbotii Wernham (1913)
- Pavetta tarennoides S.Moore (1905)
- Pavetta teitana K.Schum. (1895)
- Pavetta tendagurensis Bremek. (1934)
- Pavetta tenella S.T.Reynolds (1993)
- Pavetta tenuiflora Miq. (1857)
- Pavetta tenuissima S.D.Manning (1996)
- Pavetta termitaria Bremek. (1939)
- Pavetta ternata Teijsm. & Binn. (1867)
- Pavetta ternifolia Hiern (1877)
- Pavetta testui Bremek. (1939)
- Pavetta tetramera (Hiern) Bremek., Repert. Spec. Nov. Regni Veg. 37: 18, 134 (1934)
- Pavetta thorbeckii K.Krause (1920)
- Pavetta thwaitesii Bremek. (1934)
- Pavetta timorensis Miq. (1857)
- Pavetta tonkinensis Bremek. (1934)
- Pavetta trachyphylla Bremek. (1934)
- Pavetta transjubensis Chiov. (1932)
- Pavetta translucens Bremek. (1934)
- Pavetta travancorica Bremek. (1934)
- Pavetta trichardtensis Bremek. (1929)
- Pavetta triflora (G.Forst.) DC. (1830)
- Pavetta troupinii Bridson (1980)
- Pavetta tschikonderi N.Hahn (1999)
- Pavetta umtalensis Bremek. (1934)
- Pavetta uniflora Bremek. (1933)
- Pavetta urophylla Bremek. (1956)
- Pavetta urundensis Bremek. (1934)
- Pavetta uwembae Gilli (1973)
- Pavetta vaga S.T.Reynolds (1993)
- Pavetta valetonii Bremek. (1934)
- Pavetta vanderijstii Bremek. (1934)
- Pavetta vanwykiana Bridson (2001)
- Pavetta venenata Hutch. & E.A.Bruce (1941)
- Pavetta villosa Vahl (1794)
- Pavetta viridiloba K.Krause (1917)
- Pavetta wallichiana Steud., Nomencl. Bot., ed. 2 (1841)
- Pavetta whiteana Bridson (2001)
- Pavetta wightii Hook.f. (1880)
- Pavetta wildemannii Bremek. (1934)
- Pavetta williamsii Merr. (1920 publ. 1921)
- Pavetta yambatensis Bremek. (1934)
- Pavetta zeyheri Sond. (1865)
- Pavetta zeylanica (Hook.f.) Gamble (1921)
- Pavetta zimmermanniana Valeton (1904)

Selon NCBI (21 janv. 2011)
- Pavetta abyssinica
- Pavetta barbertoniana
- Pavetta lanceolata
- Pavetta platyclada
- Pavetta stenosepala
- Pavetta ternifolia